# Халгартен (Палатинат)
Халгартен (њем. Hallgarten) општина је у њемачкој савезној држави Рајна-Палатинат. Једно је од 119 општинских средишта округа Бад Кројцнах. Према процјени из 2010. у општини је живјело 756 становника. Посједује регионалну шифру (AGS) 7133039.

## Географски и демографски подаци
Халгартен се налази у савезној држави Рајна-Палатинат у округу Бад Кројцнах. Општина се налази на надморској висини од 246 метара. Површина општине износи 2,5 km². У самом мјесту је, према процјени из 2010. године, живјело 756 становника. Просјечна густина становништва износи 298 становника/km².